# Aeroportul Iwami
Aeroportul Iwami (IATA: IWJ, ICAO: RJOW) este un aeroport din Masuda, Prefectura Shimane, Japonia ce deservește zona Hagi. Aeroportul a fost tranzitat în 2023 de 133.596 de pasageri.
Situat la o altitudine de 54 m, aeroportul dispune de o singură pistă.